# Таганрогский судоремонтный завод
Таганрогский судоремонтный завод — один из первых судостроительных заводов России и одно из старейших промышленных предприятий Юга России.

## История

### XVIII век
История Таганрогского судоремонтного завода начинается в 1701 году, с распоряжения Петра I о постройке доков в Таганроге. Строительство было организовано главой Адмиралтейского приказа Фёдором Апраксиным, непосредственно постройкой гавани занимался инженер-капитан Матвей Симонт, итальянский капитан на русской службе.

### XIX век
В конце XVIII — начале XIX века в связи с расцветом новых черноморских портов, в Севастополе, Херсоне, Николаеве, роль Таганрога как центра военного судостроенияна юге страны начинает снижаться. Таганрогская верфь теряет значение основного поставщика кораблей для Черноморского флота и превращается в крупную ремонтно-строительную базу русского морского и речного торгового флота.
В 1874 году были построены два мола — северный и южный. В 1885 году началось строительство судоремонтной набережной, которое продолжалось 10 лет и закончилось в 1895 году.

### XX век
В 1901 году в порту было построено специальное здание для казённых мастерских. В нём разместились механическое, машинное и кузнечное отделения, оснащенные неплохим для своего времени оборудованием.
В 1930-х годах судостроительные работы на заводе приняли широкий размах. Были построены и спущены на воду самоходные паровые шаланды «Темир», «Парфенион», «Сиваш», «Маныч», три цельносварные баржи грузоподъемностью в 500 тонн каждая, теплоход «Камышин» общим водоизмещением в 2800 тонн и чистой грузоподъемностью 1500 тонн, другие суда. Всего в довоенные годы на заводе было построено 63 новых судна.
Выпускались пассажирские теплоходы серии «Радуга».
В 1977 году вступил в строй блок механических цехов, в четырех пролетах которого размещены станочный, слесарно-монтажный, трубопроводный и электрорадиомонтажный участки, а также инструментально-экспериментальный цех. Все пролеты оснащены мостовыми кранами грузоподъемностью 5 и 25 тнн. Заводом активно решались социальные вопросы: совместно с морским портом было построено 15 жилых многоэтажных домов, поликлиника водников, детский комбинат на 140 мест, большая Морская лестница, ведущая к заводу и порту. За послевоенные годы построены серии уникальных современных судов для морского флота, оснащенных новой техникой. Построено 59 единиц буксиров-кранов для технического флота, шесть единиц уникальных судов —  зачистных станций водоизмещением 2240 тонн. В 1972 году построено головное судно катамаранного типа, npeдназначенное для геологических изысканий морского дна при помощи радиоактивных изотопов, ультразвука и бурения. Для курортных портов юга России построено 25 единиц пассажирских теплоходов на 150 мест типа «Радуга». Завод построил десятки лихтеров грузоподъемностью в 1300 тонн для системы «Интерлихтер», а также водолеев грузоподъемностью 900 тонн. 
В 1996 году акции Таганрогского судоремонтного завода приобрёл и стал его директором Кирилл Подольский.

### XXI век
Основным профилем современной деятельности предприятия становится стивидорская деятельность.
В 2006 году на территории Таганрогского судоремонтного завода был построен мощный мазутный терминал с планируемой мощностью 500 тысяч тонн мазута в год. Строительство мазутного терминала вызывало у экологов серьёзные опасения.
С осени 2008 года ОАО «Таганрогский судоремонтный завод» принадлежал VALARS Group Кирилла Подольского (которая включала также ООО «Валары», ООО «Таганрогский зерновой терминал», три линейных элеватора в России и четыре линейных элеватора на Украине).
На 2014 год специализацией ОАО «Таганрогский судоремонтный завод» являлась перевалка и хранение сельхозпродукции, в основном зерна. Прибыль ОАО «Таганрогский судоремонтный завод» за 2013 год в сравнении с 2012 годом сократилась в 51,4 раза и составила 3,627 млн рублей. В первой половине 2014 года Таганрогский судоремонтный завод понес убытков почти на 14 млн рублей. За первое полугодие 2015 года прибыль завода составила 529 тысяч рублей.

## Директора завода
- с 2013 по наст. время — А. М. Едуш[9]
- с 2006 по 2010 — Б. Н. Фомичева[10][9]
- с 1996 по 20?? — К. О. Подольский

...
- с 1961 по 1988 — В. А. Евстратьев
- с 1946 по 1961 — М. И. Стенько